# Copa Mundial de Rugby League de 2008
La Copa Mundial de Rugby League de 2008 fue la décima tercera edición de la Copa del Mundo de Rugby League.

## Equipos
- Australia
- Escocia
- Fiyi
- Francia
- Inglaterra
- Irlanda
- Nueva Zelanda
- Papúa Nueva Guinea
- Samoa
- Tonga

## Fase de grupos
|  | Clasifican a cuartos de final |

### Grupo A
| Equipo             | Encuentros | Encuentros | Encuentros | Encuentros | Tantos  | Tantos    | Tantos     | Puntos |
| Equipo             | jugados    | ganados    | empatados  | perdidos   | a favor | en contra | diferencia | Puntos |
| ------------------ | ---------- | ---------- | ---------- | ---------- | ------- | --------- | ---------- | ------ |
| Australia          | 3          | 3          | 0          | 0          | 128     | 16        | +112       | 6      |
| Nueva Zelanda      | 3          | 2          | 0          | 1          | 90      | 60        | +30        | 4      |
| Inglaterra         | 3          | 1          | 0          | 2          | 60      | 100       | -50        | 2      |
| Papúa Nueva Guinea | 3          | 0          | 0          | 3          | 34      | 126       | −92        | 0      |

Nota: Se otorgan 2 puntos al equipo que gane un partido, 1 al que empate y 0 al que pierda.

### Grupo B
| Equipo  | Encuentros | Encuentros | Encuentros | Encuentros | Tantos  | Tantos    | Tantos     | Puntos |
| Equipo  | jugados    | ganados    | empatados  | perdidos   | a favor | en contra | diferencia | Puntos |
| ------- | ---------- | ---------- | ---------- | ---------- | ------- | --------- | ---------- | ------ |
| Fiyi    | 2          | 1          | 0          | 1          | 58      | 24        | +34        | 2      |
| Escocia | 2          | 1          | 0          | 1          | 36      | 50        | -14        | 2      |
| Francia | 2          | 1          | 0          | 1          | 42      | 60        | -18        | 2      |

Nota: Se otorgan 2 puntos al equipo que gane un partido, 1 al que empate y 0 al que pierda.

### Grupo C
| Equipo  | Encuentros | Encuentros | Encuentros | Encuentros | Tantos  | Tantos    | Tantos     | Puntos |
| Equipo  | jugados    | ganados    | empatados  | perdidos   | a favor | en contra | diferencia | Puntos |
| ------- | ---------- | ---------- | ---------- | ---------- | ------- | --------- | ---------- | ------ |
| Irlanda | 2          | 1          | 0          | 1          | 54      | 38        | +16        | 2      |
| Tonga   | 2          | 1          | 0          | 1          | 34      | 40        | -4         | 2      |
| Samoa   | 2          | 1          | 0          | 1          | 36      | 46        | -10        | 2      |

Nota: Se otorgan 2 puntos al equipo que gane un partido, 1 al que empate y 0 al que pierda.

### Clasificatoria Semifinal
| 10 de noviembre | Fiyi | 30 - 14 | Irlanda |  |  |

### Semifinal
| 15 de noviembre | Nueva Zelanda | 32 - 22 | Inglaterra |  |  |

| 16 de noviembre | Australia | 52 - 0 | Fiyi |  |  |

### Final
| 22 de noviembre | Australia | 20 - 34 | Nueva Zelanda | Lang Park, Brisbane             |  |
|                 |           |         |               | Asistencia: 50.599 espectadores |  |

| Bandera de Nueva Zelanda |
| Campeón Nueva Zelanda    |
| Primer título            |